# Kymmer Olof Danielsson
Kymmer Olof Danielsson, född 14 januari 1855 i Ersholn, Mockfjärd, Kopparbergs län, död 9 februari 1910 i Gävle, var en framträdande fackföreningsledare och förtroendeman i Gävle under en viktig period för den tidiga arbetarrörelsens framväxt.

## Biografi
Olof Danielsson föddes 1855 i Ersholn i Mockfjärd i Dalarna, och var äldst bland nio syskon i ett småbrukarhem.
I sin ungdom arbetade han med skogs- och flottningsarbete. Han gifte sig 1878 med Lund Anna Jonsdotter och de fick med tiden sju barn. För att kunna försörja familjen tog han arbete vid sågverk i Gävle medan han vintertid återvände till hemmet i Mockfjärd.

## Facklig verksamhet
Våren 1886 tog han initiativ till bildandet av den första brädgårdsarbetarefackföreningen i Gävle.
Vid en sammankomst i mars 1891 i Gävle mellan bl.a. föreningarna i Gävle, Stockholm, Sundsvall och Söderhamn, bildades Sågverks- och brädgårdsarbetareförbundet. Danielsson utsågs till förbundets vice ordförande och har uppfattats som den egentlige initiativtagaren.
En strejk bland brädgårdsarbetarna i Gävle bröt ut i maj 1891 efter att arbetsgivarna utan förvarning sänkt arbetarnas löner med 10 procent. Danielsson var den ledande personen i strejken, som anses ha inneburit en seger för arbetarna och tyder på en starkare politisk medvetenhet än tidigare.
Eftersom alltmer av Danielssons tid upptogs av det fackliga och politiska arbetet i Gävle flyttade familjen dit 1893. Under perioden 1893–1897, då den politiska aktiviteten inom arbetarrörelsen i Gävle var låg, var Danielsson framträdande i t.ex. försök att starta en arbetartidning i Gävle. I juni 1897 valdes han till det då nybildade Svenska sågverksindustriarbetareförbundets förste förtroendeman. En viktig uppgift var att resa runt i särskilt Sundsvallsområdet för att mobilisera och organisera sågverksarbetarna.
Vid den stora strejken i Gävle hamn 1898, vars orsak var att icke-fackföreningsanslutna arbetare anlitats för lastning av fartyget ”Britannia”, verkade Danielsson som strejkledare men hade samtidigt rollen som medlare. Konflikten handlade i första hand om ett erkännande av föreningsrätten.
Danielssons insatser, bl.a. under denna stora strejk, medförde att han vann respekt, särskilt i de liberala tidningarna i Gävle. Norrlands-Posten skrev bl.a. att förtjänsten av att ha lugnat ”de brushufvuden som velat gå mer bröstgänges tillväga” tillfaller ”i väsentlig grad ledarne – i främsta rummet hrr O. Danielsson och P. Lindberg” (ordförande i stuveriarbetarfackföreningen). Gefle Dagblad ger ett särskilt erkännande åt ”arbetaren O. Danielsson, som i sitt energiska arbete för sina kamraters bästa visat sig ha varit fullt medveten om det ansvar, som i dessa dagar tungt hvilat på honom”. Vad Gefle Dagblad skrev vann också gillande i tidningen Social-Demokraten, där Hjalmar Branting var chefredaktör.

## Politisk verksamhet
Olof Danielsson var medlem av den andra folkriksdagen 1896, vars syfte var att framtvinga allmän rösträtt i Sverige.
Danielssons engagemang för arbetarna och deras dåliga villkor gjorde att han också engagerade sig i kommunalpolitiken. Det första försöket att få en representation i kommunfullmäktige i Gävle gjordes vid valet 1898. På grund av att rösträtten var inkomstgraderad var det nödvändigt att använda sig av valsamverkan. Som väntat blev Danielsson inte vald, vilket han dock hade blivit om principen ”en man – en röst” gällt. Inte heller vid valet 1900 lyckades det. Ett stort antal avlämnade röster kasserades på grund av felaktiga valsedlar.
Först vid det fyllnadsval som hölls 1901 lyckades det – även den här gången genom valsamverkan med liberalerna och ett kraftfullt stöd från den liberala Gefle Dagblad. Olof Danielsson blev därigenom den förste socialdemokratiske ledamoten av stadsfullmäktige i Gävle stad.
Under sin tid som ledamot i kommunfullmäktige motionerade Danielsson bland annat om förbättringar för arbetslösa genom anordnande av nödhjälpsarbeten och s.k. arbetsbyråer – alltså en tidig form av arbetsförmedling. Han var även en drivande kraft för uppbyggnad av en konsumentkooperation i Gävle och dessutom anläggande av ett Folkets Hus.
Under tiden 1900 till och med partikongressen 1908 var Danielsson ledamot av socialdemokraternas partistyrelse.

## Död och eftermäle
Olof Danielsson avled den 9 februari 1910 efter en tids sjukdom. Vid begravningen den 13 februari uppskattades ungefär 2 000 personer ha anslutit sig till begravningståget. Vid båren talade bland andra Hjalmar Branting som då fortfarande var chefredaktör för tidningen Socialdemokraten och den förste socialdemokratiske riksdagsledamoten. Hjalmar Branting lyfte fram att: ”…. Olof Danielsson var en banbrytare i Norrland och särskilt här i Gävle för socialdemokratins befriande idéer. ….”
Under 2010 fick Olof Danielsson en gata i Gävle uppkallad efter sig. Skylten med gatans namn sitter på samma stolpe som markerar Joe Hill-platsen och visar vägen till Joe Hill-gården. Under invigningsceremonin var flera av Olof Danielssons ättlingar från Australien på plats för att hedra hans minne.
Olof Danielsson är begravd på Gamla kyrkogården i Gävle.